# Pachygnatha hexatracheata
Pachygnatha hexatracheata är en spindelart som beskrevs av Robert Bosmans och Jan Bosselaers 1994. Pachygnatha hexatracheata ingår i släktet Pachygnatha och familjen käkspindlar.
Artens utbredningsområde är Kamerun. Inga underarter finns listade i Catalogue of Life.